# 原陵县
原陵县，中国古县名。
隋朝开皇十六年（596年）置，治所在今河南省原阳县西南原武镇。属荥阳郡。唐朝初年改名原武县。 